# Javorjev Dol
Javorjev Dol – wieś w Słowenii, w gminie Gorenja vas-Poljane. W 2018 roku liczyła 13 mieszkańców.